# 절망희 전야
《절망희 전야》(絶望希 前夜)는 대한민국의 팀 바실리스크가 제작·발매한 비주얼 노벨이다. 팀 바실리스크의 두 번째 작품이다.

## 개요
- 절망희 시리즈의 첫 편이자 팀 바실리스크의 첫 번째, 바실리어트로 제작된 최초의 상용화 비주얼 노벨이다.
- 절망희 전야(통칭 구 전야)와 절망희 전야 ~The Prologue~(통칭 신 전야)의 두 가지 편이 있는데, 이는 구 전야의 제작 이후 리메이크가 선언되었기 때문이다.
- 신 전야는 UC노벨로 제작되어 공개중이며, 구 전야는 500장 한정으로 절판되었다.
- 리메이크로 인해 구 전야는 이후 편과는 단절된 편이 되었다.

## 이야기
전야(前夜)
- 1. 전날 밤
- 2. (어떤 시기나 단계의) 바로 그 앞의 시기나 단계

절망희 전야(絶望希 前夜)
- 1. 절망희 프롤로그
- 2. 앞으로 이루어질 이야기의 소개
- 3. 아무것도 모른 채 일어날 수 있는 하나의 결말

2005년 12월 26일.
영국의 런던탑 지하. 레스 플레로마.
현대 마법사들의 지하 도시 '레스 플레로마'의 지하 도서관에서 자료가 도난당했다. 도난당한 것은 고대에 존재했다던 하늘의 섬 '플레로마'에 있었다는 '세계수'에 대한 자료들. 자료를 도난한 것은 당국이 인정하지 않은 '외부'의 마법사. 레스 플레로마는 도난당한 자료를 되찾기 위해 헌터(마법사를 전문적으로 사냥하는 마법사) 2명을 파견한다.
파견된 헌터는 마법사 킬러로 불리지만 마법사가 아닌 인간 '마이다스'.
어린 나이에 고등학교를 조기 수석 졸업해 대학에 입학한 카드마법 전공 천재 마법사 '에시'.
2005년 12월 26일.
한국. 이연 고등학교.
윤시형은 악몽에 시달리면서 하루하루를 보내고 있었다. 매일 가위에 눌린 채 아침에 일어나면서도 그를 혼란하게 만드는 것은, 전혀 기억이 나지 않는 꿈의 내용. 깨어나면 전혀 기억나지 않는 악몽은 윤시형의 지병이 되어 가고 있었다.
이번의 학교는 13번째일까 14번째일까, 계속되는 전학은 그가 전학 횟수를 세는 것을 포기하게 만들었다.
그러던 중, 그 일은 시작되었다.
그의 환상이, 현실을 덮어씌워 나가기 시작한 것이다.
그가 원하든, 원하지 않든.
두개의 시나리오는 한 점을 향해 나아가고
양쪽 극단에 서있던 자들이 만날 때
그들이 걷고 있던 길이 교차될 때
운명은 비극의 단면을 들춰낸다.
'어느 날, 세계가 멸망한다는 이야기가 나왔다.
하지만 그 일은 나와 상관이 없는 일이었다.
내가 노력한다고 해서 바꿀 수 있는 일도 아니었기 때문이다.
다음 날, 세계의 멸망을 막는 이야기가 나왔다.
그 전까지만 해도, 그 일은 나와 아무런 상관이 없는 일이었을텐데,
그런데, 세계를 막는 방법은 나를 죽이는 것이었다.
어째서 그렇게 되는지 알 수도 없었고, 모든 것이 혼란스러웠지만
한 가지는 명확했다.
그 세계의 멸망이란 것이 나의 일이 되었다.'

## 등장인물
마이다스
25세·4월 1일·183cm·74kg·O형·출신지 불명
취미: 독서, 중요한 것: 장갑, 싫어하는 것: 거짓말, 잘하는 스포츠: 만능
마법사가 아니면서도 레스 플레로마에 거주하는 특별한 사람 중 한 명. 마법사 헌터라고 불리지만 순전히 그것은 그가 가진 장갑(봉인의 장갑) 때문이다. 마법사들의 마법을 전부 무효화시키는 이 무서운 장갑이 세상에서 하나밖에 없고, 그것을 마이다스가 절대로 벗지 않기 때문이다(딱 보면 자물쇠를 채워 놓은 것 같다).
레스 플레로마의 외곽에 있는 숲 속에서 지붕과 벽이 없는 집을 지어 놓고 살지만 사는 데 문제는 없는 듯하다.
뭐든지 잘 먹으며 심지어 수면제를 다량 함유한 음식까지도 먹었으나 죽지 않았다.
에시
17세·3월 1일·162cm·84-60-84·AB형·레스 플레로마 출신
취미: 연구, 중요한 것: 자신의 미래, 싫어하는 것: 시끄러운 사람, 잘하는 스포츠: 다 못함
노스릴(레스 플레로마의 북쪽 지방)에서 태어나 마법사 학교를 조기 졸업해 하나밖에 없는 레스 플레로마의 '대학'에 수석으로 입학한 천재 소녀. 마법 카드를 다루는 데에 있어서 타고난 감각을 가지고 있다.
원래는 부드러운 성격이었으나 첫 실습(임무) 과정에서 마이다스가 파트너로 지정되어 하루하루 스트레스를 받는 나날을 보내게 된다. 원래는 부드러운 성격이었다. 좋아하는 것은 스파게티.
윤시형
18세·5월 5일·173cm·60kg·A형·대한민국 출신
취미: 공상, 중요한 것: 자신, 싫어하는 것: 불분명한 것, 잘하는 스포츠: 테니스
대한민국의 인문계 고등학교에 재학 중인 수험생. 예비 고3이라 크리스마스 다음 날 학교로 등교하는 일상사를 겪게 된다.
어머니와 함께 두 명이서 살고 있으며 어릴 때부터 전학을 많이 해, 사람들과 사귀는 것을 꺼리게 되었다. 현재 다니는 고등학교도 입학한 지 한 달밖에 안 되었다. 이사를 많이 겪은 탓에, 소외된 삶에 익숙해져 버린 소년.
이현
18세·7월 4일·172cm·52kg·82-57-82·O형·대한민국 출신
취미: 꽃꽃이, 중요한 것: 친구, 싫어하는 것: 무기력, 잘하는 스포츠: 볼링
윤시형과 같은 반이자 '짝지'. 학기 중 '특별한 전학생'을 돌봐달라는 선생님의 부탁을 받고 윤시형을 챙겨주게 된다. 정작 본인은 귀찮게 생각해, 이래저래 힘든 상황.

## 제작진
- 기획·시나리오
  - Zad(현 공기)
- 일러스트
  - 붉은나비
  - 러피
  - 네롬
  - EL_Tau
  - Mazin
- 음악
  - HiTaz
- 스크립트·연출
  - Zad(현 공기)
- 디버거
- 테스트
  - 디버거
  - 슬레이어
  - 양호
  - Jek
  - B-32
- 엔진
  - 바실리어트 (By 어트)

## 같이 보기
- 절망희
- 팀 바실리스크
- 비주얼 노벨
- 바실리어트